# Hadzhibeylia physococci
Hadzhibeylia physococci är en stekelart som beskrevs av Svetlana N. Myartseva och Trjapitzin 1981. Hadzhibeylia physococci ingår i släktet Hadzhibeylia och familjen sköldlussteklar. Inga underarter finns listade i Catalogue of Life.